# مانیتور کلاس مینتونمو
مانیتور کلاس مینتونمو (به انگلیسی: Miantonomoh-class monitor) یک کلاس از کشتی است که طول آن ۲۵۸ فوت ۶ اینچ (۷۸٫۸ متر) می‌باشد.